# 알렉세이 알리포프
알렉세이 알렉산드로비치 알리포프(러시아어: Алексе́й Алекса́ндрович Али́пов, 1975년 8월 7일~)는 러시아의 사격 선수로 주 종목은 트랩이다. 2004년 하계 올림픽 남자 트랩 종목에서 금메달을 획득했고 2008년 하계 올림픽 남자 트랩 종목에서 동메달을 획득했다.

## 개인사
아버지인 알렉산드르 알리포프 또한 사격 선수로 활동했다.